# Head Like a Hole
«Head Like a Hole» (с англ. — «Голова как дыра») — песня американской индастриал-рок-группы Nine Inch Nails, открывающий трек их дебютного студийного альбома Pretty Hate Machine 1989 года. В 1990 году песня была выпущена в качестве второго сингла в поддержку вышеназванной пластинки. Композиция получила исключительно положительные отзывы от критиков и была отмечена как лучший трек альбома. Мелодия песни была вдохновлена музыкой группы Ministry.
«Head Like a Hole» стала первым синглом Nine Inch Nails, который попал в чарт Billboard Hot 100 и имел широкую ротацию на радио. Свои версии этой композиции в разное время записали: нью-вейв группа Devo, христианская рок-группа Showbread, панк-рок группа AFI и ню-метал-коллектив Korn. В официальной системе нумерации релизов NIN Halo сингл маркирован как Halo 3.
В 2015 году сингл был переиздан в составе бокс-сета Halo I—IV.

## Запись
Трент Резнор сочинил «Head Like a Hole» в 1988 году после совместных гастролей с группой Skinny Puppy. Музыкант записал её годом позже. Сопродюсерами песни выступили Марк «Флад» Эллис, Эдриан Шервуд и Кит Леблан. «Head Like a Hole» была одной из последних композиций, подготовленных Резнором для Pretty Hate Machine, так как у Флада (которого Резнор желал видеть в роли продюсера этой записи) не было времени приехать в студию из-за параллельной работы над альбомом Violator группы Depeche Mode.

Название песни было взято из семпла концерта группы Ministry 1987 года, который Резнор (большой фанат группы) заснял на видеокамеру и позже использовал в создании песни. Название его проекта, Nine Inch Nails, у которого, по словам Резнора, не было «буквального смысла», также было взято из той самой записи, в сцене, в которой фронтмен группы Эл Йоргенсен говорит:
«Музыка Ministry — это как девятидюймовый гвоздь, заколачиваемый в твою голову, как дыра в ней.

## Музыка и лирика
Хотя песню классифицируют как представитель жанра индастриал-рок, «Head Like a Hole» берёт свои корни из музыки Ministry, а также из трэш-метала. Она записана в тональности ми минор, темп составляет 115 ударов в минуту.
Прогрессия аккордов схожа с дебютным синглом NIN — «Down in It». Но, в отличие от «Down In It», «Head Like a Hole» имеет более длительное вступление (оно длится на 1 минуту дольше), металлическую мелодию, и не содержит речитатив. «Head Like a Hole» — вступительный трек в альбоме Pretty Hate Machine. Также это одна из двух песен этого диска, которые были спродюсированны Фладом.
Знаменитая строчка «Вы получите то, что заслужили» (англ. "you're going to get what you deserve") присутствует в ряде песен Резнора в такой же или слегка изменённых формах. Например, первый куплет девятого трека альбома Year Zero «Meet Your Master» заканчивается этими словами.

## Чарты и отзывы критиков
Пронумерованная как «Halo 3», «Head Like a Hole» является третьим официальным релизом Nine Inch Nails. Сингл больше по продолжительности, чем сам альбом и содержит ремиксы на различные песни из Pretty Hate Machine. Песня достигла 28-го места в чарте Billboard Modern Rock Tracks.
11-трековая версия «Head Like a Hole» была переиздана в США с новой упаковкой. Также эта версия была издана в Великобритании, где добралась до Top-40 местного чарта. В Германии этот сингл был выпущен под названием «You Get What You Deserve» и содержал четыре трека.
В ретроспективном обзоре от портала Allmusic Стив Хьюи характеризует песню как «грандиозный театр», уточняя: «фоновая музыка была безукоризненно обработана и спродюсированна». В обзоре сингла рецензент Дэвид Кример в основном хвалил выбор треков: включение ключевых песен «Head Like a Hole», «Terrible Lie» и «Down in It» делают покупку Pretty Hate Machine не обязательной. Что касается множества ремиксов, фигурирующих на сингле, рецензент был более скептичен: «это тот случай, когда качество, важнее количества».

## Концертные исполнения
Песня исполнялась на бис в финале большинства шоу NIN (особенно в турне Pretty Hate Machine Tour Series). Концертные исполнения «Head Like a Hole» можно увидеть на DVD: And All That Could Have Been и Beside You in Time.
На одном из концертов фестиваля Lollapalooza '91, вместе с Nine Inch Nails эту песню исполнили: Дэйв Наварро, Эрик Эвери (оба — из Jane's Addiction), Гибби Хэйнс (из Butthole Surfers) и Ice-T — в качестве гитаристов. Во время мини-турне 1996 года Nights of Nothing, Ричард Патрик (гитарист NIN в 1989-93 годах) присоединился к группе во время выступления в нью-йоркской Irving Plaza — он подыграл на гитаре во время «Head Like a Hole», также вместе с ними выступил сессионный барабанщик NIN Клинт Мэнселл, который исполнял песню в составе группы на всех трех концертах этого тура. В 2006 Трент Резнор и Питер Мёрфи исполнили переработанную версию песни на радио в Атланте.
Лиза Кеннеди Монтгомери спела эту песню громче Резнора на спор за $20. В 1997 году Резнор заявил: «я не собираюсь исполнять „Head Like a Hole“ когда мне будет за пятьдесят», дабы подчеркнуть смену своих жизненных приоритетов.

## Влияние
С момента своего релиза «Head Like a Hole» продолжает оказывать влияние на различных музыкальных исполнителей. Гранж-группа HLAH из Новой Зеландии была названа в честь песни. Её название иногда сокращают до аббревиатуры, чтобы избежать проблем с соблюдением авторских прав.
«Head Like a Hole» является наиболее широко цитируемой песней Nine Inch Nails песни. В 2005 году группа Vitamin String Quartet записала кавер-альбом Pretty Hate Machine, где среди прочего была новая версия песни «Head Like a Hole». Среди других групп, записавших свои варианты композиции были: панк-рок группа AFI, рок-музыкант Райан Стар, нью-вейв группа Devo, инди-рок группа Honest Bob and the Factory-to-Dealer Incentives, готик-метал группа Lullacry, ню-метал группа Korn, пост-индастриальная группа PIG, и христианская рок-группа Showbread.
Последствия трагических событий 11 сентября 2001 года породили полемику вокруг текста «Head Like a Hole»: медиа-холдинг Clear Channel Communications поместил её в свой «список песен с содержанием не соответствующих для радио-эфира, после событий 9/11».

## Список композиций

### Американская версия
| №                   | Название                         | Авторы ремикса        | Длительность |
| ------------------- | -------------------------------- | --------------------- | ------------ |
| 1.                  | «Head Like a Hole» (Slate)       | Трент Резнор, Флад    | 4:13         |
| 2.                  | «Head Like a Hole» (Clay)        | Кит Леблан            | 4:30         |
| 3.                  | «Terrible Lie» (Sympathetic Mix) | Резнор, Флад          | 4:26         |
| 4.                  | «Head Like a Hole» (Copper)      | Резнор, Флад          | 6:26         |
| 5.                  | «You Know Who You Are»           | Резнор, Флад          | 5:40         |
| 6.                  | «Head Like a Hole» (Soil)        | Резнор, Флад          | 6:38         |
| 7.                  | «Terrible Lie» (Empathetic Mix)  | Резнор, Флад          | 6:11         |
| 8.                  | «Down in It» (Shred)             | Эдриан Шервуд, Леблан | 6:51         |
| 9.                  | «Down in It» (Singe)             | Шервуд, Леблан        | 7:21         |
| 10.                 | «Down in It» (Демоверсия)        | Резнор                | 3:55         |
| 11.                 | «Untitled»                       |                       | 0:04         |
| Общая длительность: | Общая длительность:              | Общая длительность:   | 56:15        |

### Британская версия
| №                   | Название                    | Авторы ремикса      | Длительность |
| ------------------- | --------------------------- | ------------------- | ------------ |
| 1.                  | «Head Like a Hole» (Clay)   | Леблан              | 4:30         |
| 2.                  | «Head Like a Hole» (Copper) | Резнор, Флад        | 6:26         |
| 3.                  | «Head Like a Hole» (Opal)   | Резнор, Флад        | 5:18         |
| Общая длительность: | Общая длительность:         | Общая длительность: | 16:14        |

## Позиции в чартах
| Чарт (1990)                        | Высшая позиция |
| ---------------------------------- | -------------- |
| UK Singles Chart                   | 45             |
| Hot Modern Rock Tracks             | 28             |
| Hot Dance Music/Club Play          | 17             |
| Hot Dance Music/Maxi-Singles Sales | 34             |
| Чарт (1995)                        | Высшая позиция |
| ARIA Charts                        | 57             |
| Bubbling Under Hot 100 Singles     | 9              |